# 赤尾青竹絲
赤尾青竹絲（學名：Viridovipera stejnegeri）又名福建竹葉青蛇、福建绿蝮、中國竹葉青蛇，俗稱赤尾鮐（「鮐」有時亦誤作「呆」）、青竹蛇或青竹鏢，是一種分佈於印度、尼泊爾、緬甸、泰國、中華人民共和國、中華民國等地的蝮亞科竹葉青屬毒蛇，有三個亞種，在台灣為六大毒蛇之一。

## 描述

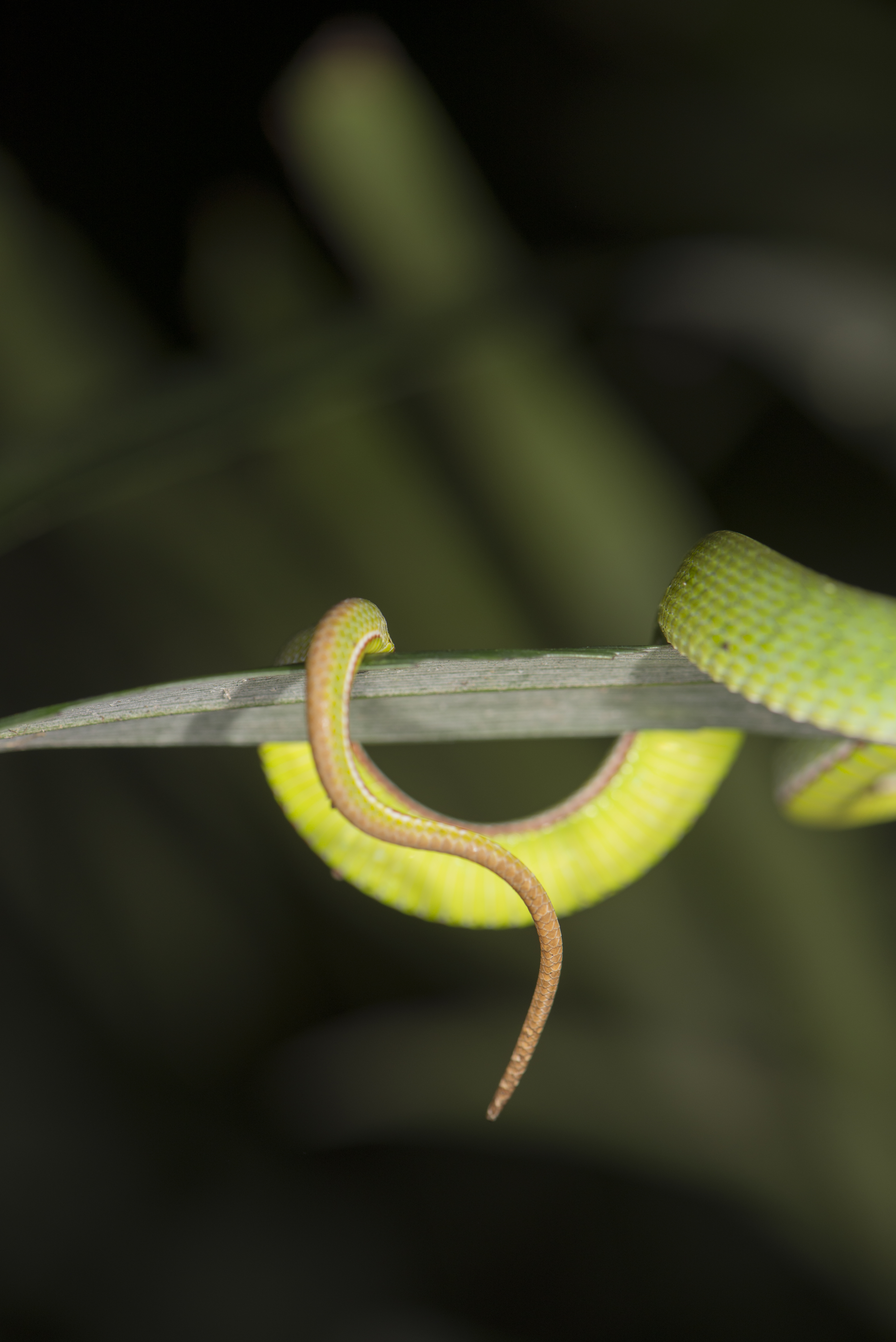
赤尾青竹絲的尾部特寫，攝於台灣集集大山

中小型蛇類，最大體長約90公分，體型瘦長，頭部呈三角形，頸部細長，眼睛為紅色，眼睛和鼻孔間有可感熱的頰窩。身體背部為翠綠色或深綠色，腹側有一條白色細縱線，雄性在白線下還有一條紅縱線，但不是絕對，有時亦有無縱線的個體，或是只有白色縱線的雄性，腹部為淡黃綠色，尾部為磚紅色。

## 習性
白天夜晚均會活動，但以夜間活動較為頻繁。通常以蛙類、蜥蜴、鳥類、老鼠及鼩鼱為食，其中又以蛙類為主。以卵胎生方式繁殖，一般於秋季交配，隔年的夏季生產。每窩可產2~15條幼蛇，初生幼蛇長約26公分，一年半左右即可達到性成熟。 
雖然毒性較弱，但因為體色與植物相近會攻擊棲地裡採集植物的人，是台灣咬人紀錄最多的蛇類。毒液中含有出血性毒素，被咬的傷口會腫痛、發癢、瘀血或起水泡。

## 棲地
棲地形態極為廣泛，由低海拔次生林到2,000多公尺山區的各類型環境皆能發現到牠的蹤跡。

## 保护
本种于2023年被收录入《有重要生态、科学、社会价值的陆生野生动物名录》。

## 進階閱讀
- Creer, S.; Malhotra, A.; Thorpe, R.S.; Chou, W.H. 2001 Multiple causation of phylogeographical pattern as revealed by nested clade analysis of the bamboo viper (Trimeresurus stejnegeri) within Taiwan. Molecular Ecology 10(8):1967-1981
- Malhotra, Anita & Roger S. Thorpe 2004 Maximizing information in systematic revisions: a combined molecular and morphological analysis of a cryptic green Pit Viper complex (Trimeresurus stejnegeri).Biological Journal of the Linnean Society  82 (2): 219
- Parkinson,C.L. 1999 Molecular systematics and biogeographical history of Pit Vipers as determined by mitochondrial ribosomal DNA sequences. Copeia 1999 (3): 576-586
- Peng, G. & Fuji, Z. 2001 Comparative studies on hemipenes of four species of Trimeresurus (sensu stricto) (Serpentes: Crotalinae). Amphibia-Reptilia 22 (1): 113-117
- Tu, M.-C. et al. 2000 Phylogeny, Taxonomy, and Biogeography of the Oriental Pit Vipers of the Genus Trimeresurus (Reptilia: ViperidaCrotalinae): A Molecular Perspective. ZOOLOGICAL SCIENCE 17: 1147-1157